# Лунгвебунгу
Лунгвебу́нгу (в верхнем течении — Лунге-Бунгу, Лу́нге-Бу́нго; англ. Lungwebungu) — река в Анголе и Замбии. Правый приток Замбези.
Истоки находятся в центральной Анголе на высоте около 1400 м, течёт по направлению на юго-восток. Имеет пойму от 3 до 5 км в ширину, заливаемую в сезон дождей.
Длина — 645 километров. Река крайне извилиста. Впадает в Замбези в 105 км к северу от Монгу, являясь её крупным притоком в верховье. Данная река как и многие другие реки в юго-центральной части Африки, имеет высокие сезонные колебания, они переполнены в сезон дождей и крайне маловодны в сухой сезон.